# Nick Clegg
Nicholas William Peter "Nick" Clegg, född 7 januari 1967 i Chalfont St Giles, Buckinghamshire, är global policychef på Meta och en före detta brittisk politiker. Han var Storbritanniens biträdande premiärminister 2010–2015 samt partiledare för Liberaldemokraterna 2007–2015.

## Utbildning och tidig karriär
Clegg studerade 1986–1989 vid Cambridge University med socialantropologi som huvudämne, sedan politisk filosofi vid University of Minnesota 1989–1990 och studerade därefter 1991–1992 till en masterexamen (M.A.) i europastudier vid College of Europe i Brygge.
Efter några kortare anställningar arbetade han fem år som tjänsteman i Europakommissionen, bland annat i kommissionären Leon Brittans stab.

## Politisk karriär
Cleggs politiska karriär inleddes då han 1999–2004 var europaparlamentariker för valkretsen East Midlands. Han tog därefter steget över till brittiska underhuset och var från valet 2005 parlamentsledamot för valkretsen Sheffield Hallam. Åren 2006–2007 var han Liberaldemokraternas talesman i inrikesfrågor och 2007 tillträdde han som partiledare.
Efter parlamentsvalet 2010, där Liberaldemokraternas stöd ökade något, gick partiet in i en regeringskoalition med Konservativa partiet, där Clegg blev biträdande premiärminister.
Efter valnederlaget i parlamentsvalet 2015, där Liberaldemokraterna förlorade nästan två tredjedelar av sitt tidigare väljarstöd, meddelade Clegg sin avgång som partiledare. I det påföljande valet 2017 förlorade han även sin plats i parlamentet.
2018 anslöt Clegg till Facebook som informationschef. Efter att moderbolaget bytte namn till Meta gick han vidare till att bli global policychef.